# Košarkaški Kup Hrvatske 1992.
Prvi Košarkaški Kup Hrvatske, kasnije nazvan Kup Krešimira Ćosića, odigran je na proljeće 1992.  Na završni turnir, koji je odigran u Rijeci u Dvorani Mladosti 8. i 9. travnja 1992. godine, plasirali su se KK Cibona, KK Zadar, KK Slobodna Dalmacija i KK Šibenik Zagreb montaža.

## Rezultati
| četvrtzavršnica (31. ožujka 1992.)                 | rezultat |
| -------------------------------------------------- | -------- |
| KK Jug (Dubrovnik) - KK Slobodna Dalmacija (Split) | 67:94    |
| KK Kvarner (Rijeka) - KK Cibona (Zagreb)           | 86:113   |
| KK Zagreb (Zagreb) - KK Zadar (Zadar)              | 67:72    |
| ? - KK Šibenik Zagreb montaža (Šibenik)            | -        |

| poluzavršnica (Rijeka, 8. travnja 1992.)                            | rezultat |
| ------------------------------------------------------------------- | -------- |
| KK Zadar (Zadar) - KK Cibona (Zagreb)                               | 82:84    |
| KK Šibenik Zagreb montaža (Šibenik) - KK Slobodna Dalmacija (Split) | 57:101   |

| utakmica za treće mjesto (Rijeka, 9. travnja 1992.)    | rezultat |
| ------------------------------------------------------ | -------- |
| KK Šibenik Zagreb montaža (Šibenik) - KK Zadar (Zadar) | 83:67    |

| završnica (Rijeka, 9. travnja 1992.)               | rezultat |
| -------------------------------------------------- | -------- |
| KK Cibona (Zagreb) - KK Slobodna Dalmacija (Split) | 85:88    |

## Osvajači Kupa
Košarkaški klub Slobodna Dalmacija (Split): Josip Vranković, Velimir Perasović, Damir Voloder, Nenad Videka, Lovrić, Teo Čizmić, Edi Vulić, Žan Tabak, Tvrdić, Ivančić, Ivan Kapov, Aramis Naglić (trener: Boris Kurtović)

## Statistika
- najbolji igrač završnog turnira: Žan Tabak (Slobodna Dalmacija)
- najbolji strijelac završnog turnira: Velimir Perasović (Slobodna Dalmacija) 51 koš

## Poveznice
- A-1 ligs 1992.
- A-2 Hrvatska košarkaška liga 1992.